# Nagykörút

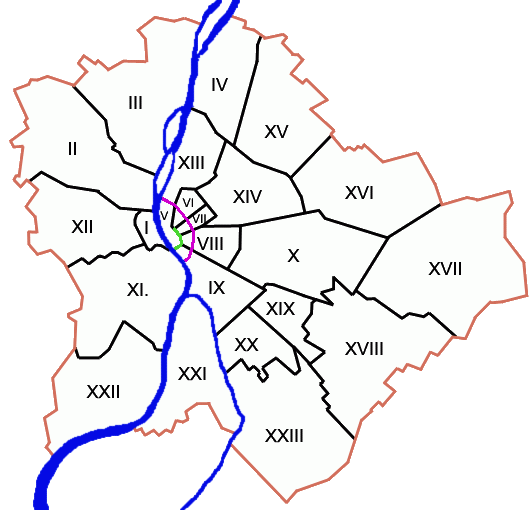
De grote en kleine boulevards van Boedapest

De Nagykörút (Hongaars: Grote Ringweg) is een grote ringweg door enkele van de meest centrale en drukke delen van Boedapest. De weg ligt in Pest en vormt een halve cirkel die de Margitbrug en Petőfibrug over de Donau met elkaar verbindt. De weg is ca. 4,5 kilometer lang en 30 tot 40 meter breed. In het midden van de weg loopt een tramspoor. Men beschouwt de Nagykörút als de grens van de binnenstad van Boedapest aan de Pest-zijde. De Nagykörút is de middelste van de drie ringwegen aan de Pest-zijde van de Donau. Binnen deze ringweg ligt namelijk nog de Kiskörút (kleine ringweg), waaraan onder andere Kálvin tér en Astoria liggen. De ring die de Nagykörút omvat heet de Hungária körgyűrű en deze loopt vanaf Árpádbrug naar Rákóczibrug.

## Straten aan de Nagykörút

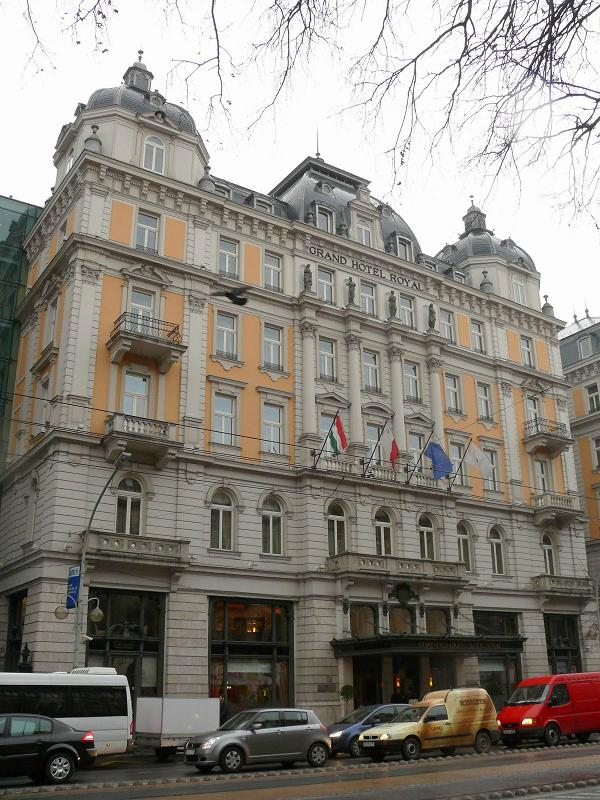
Erzsébet körút
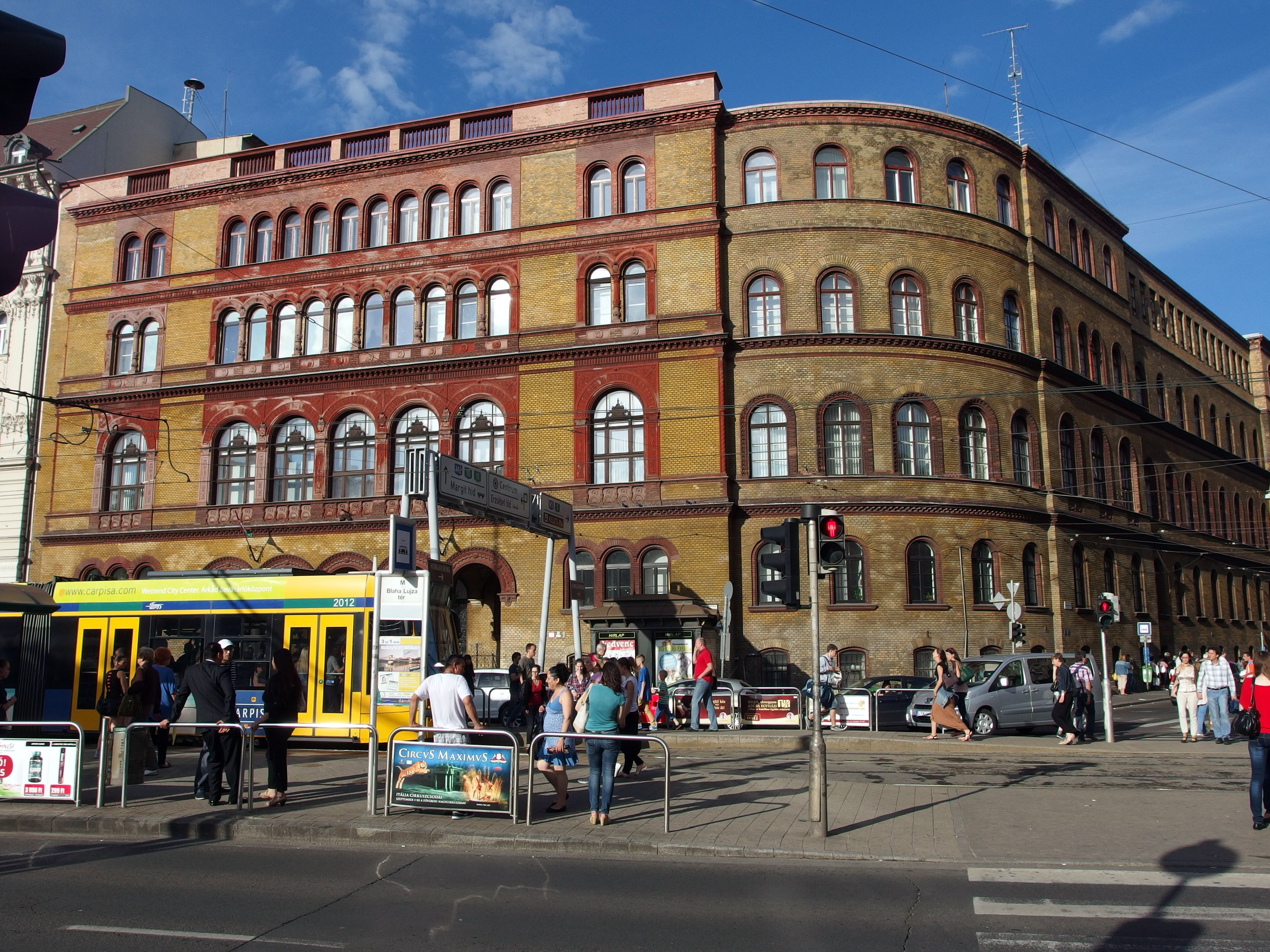
József körút
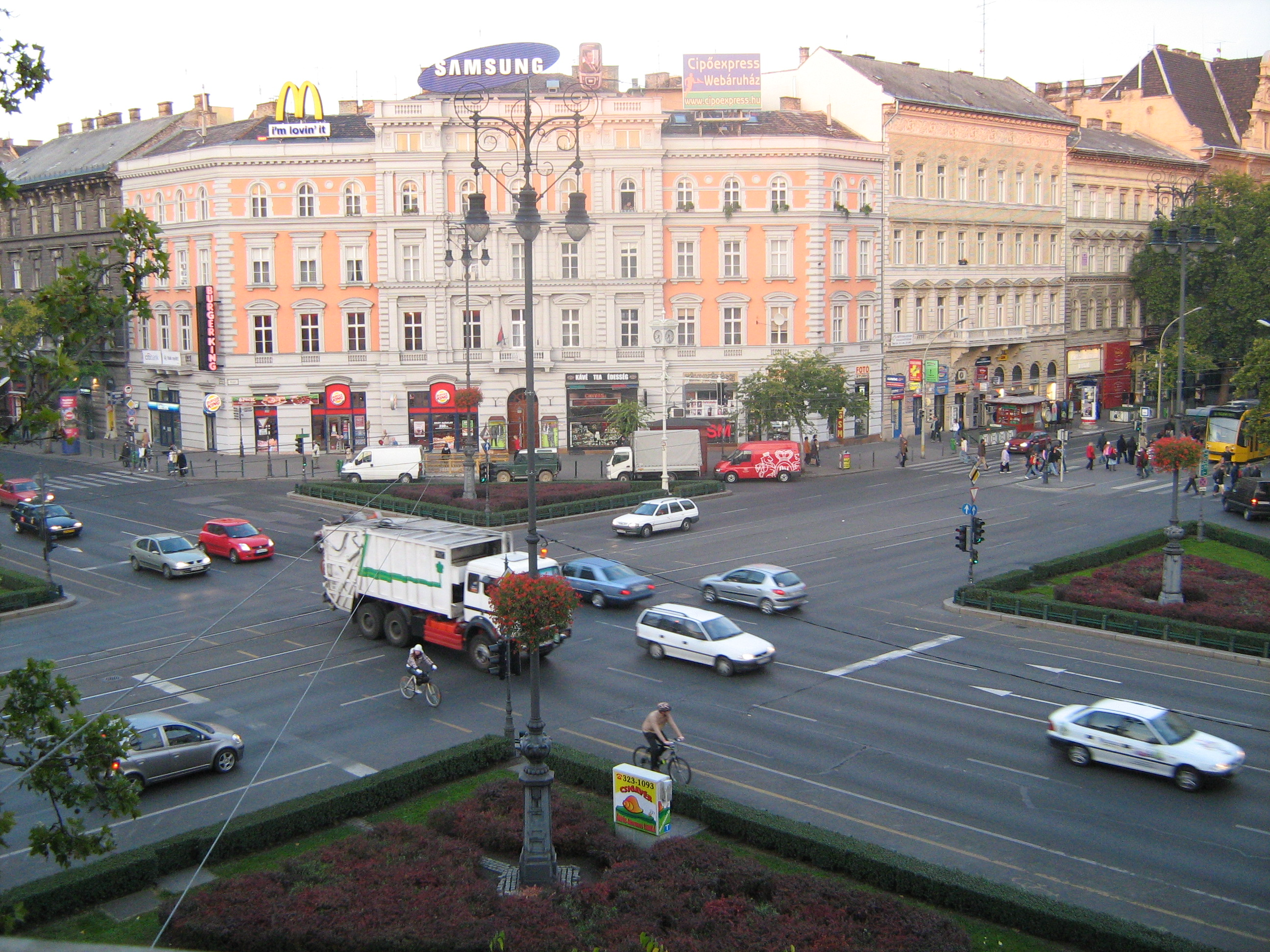
Oktogon
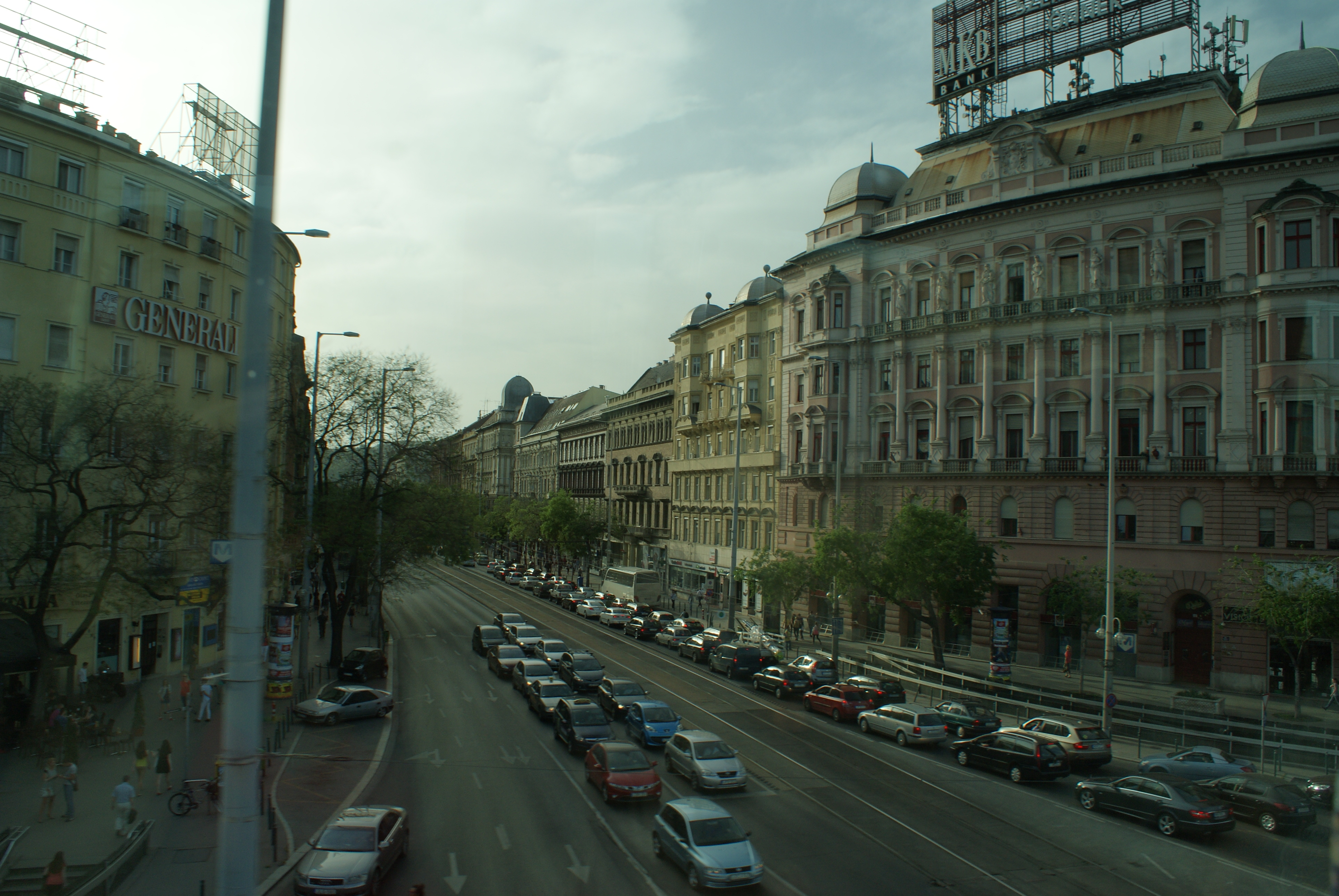
Teréz körút
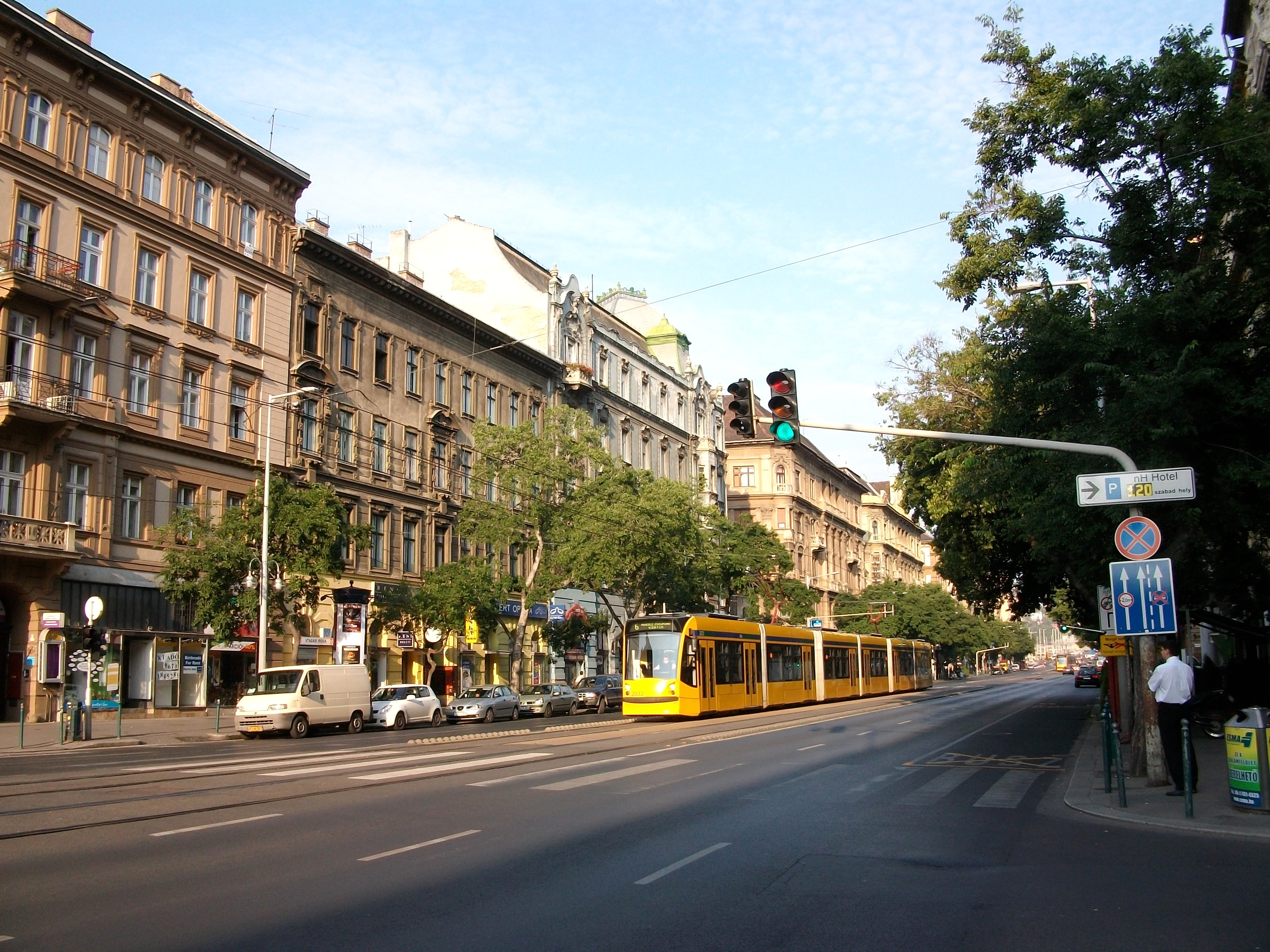
Szent István körút
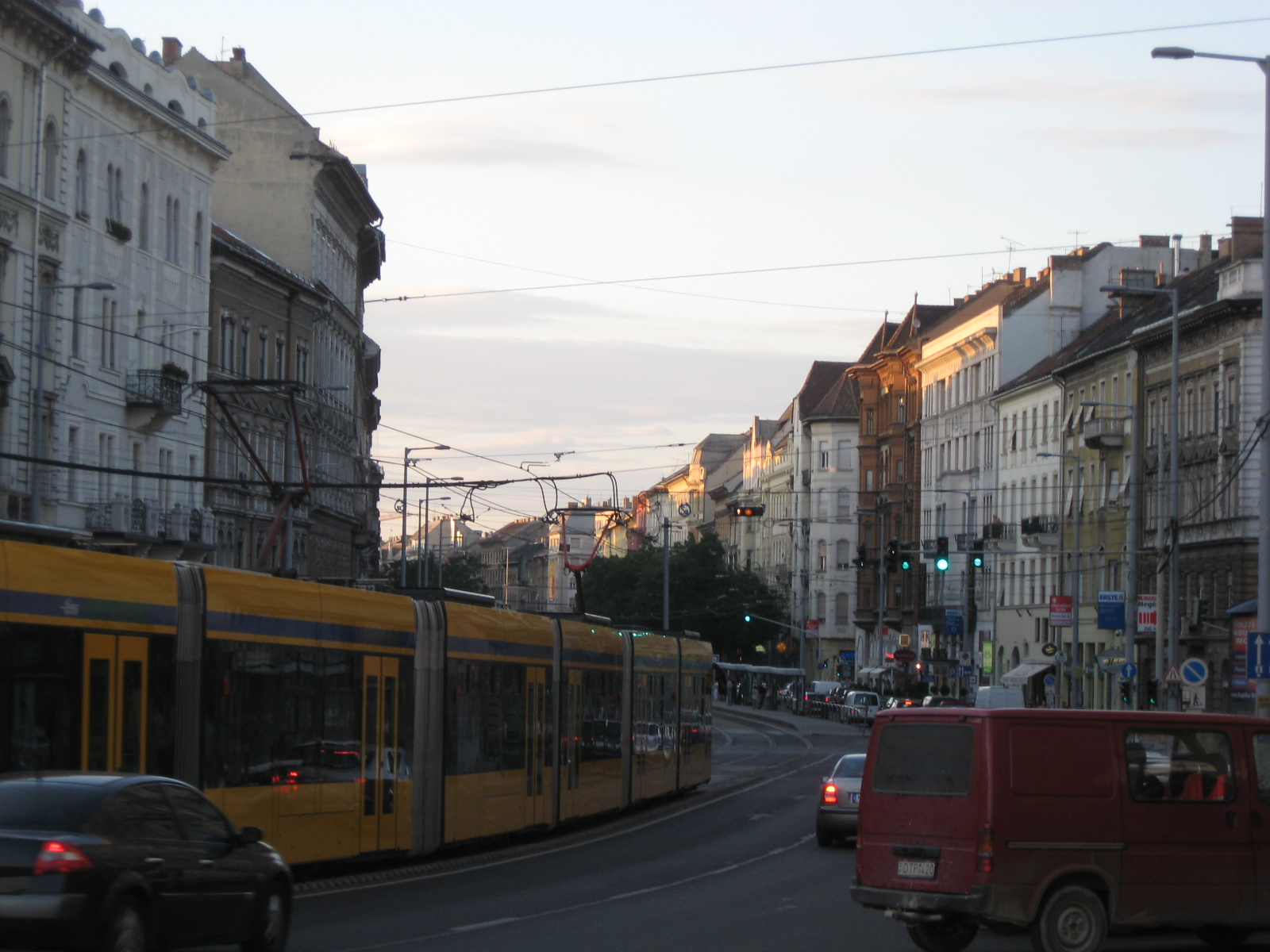
Ferenc körút